# Synapsis punctatus
Synapsis punctatus là một loài bọ cánh cứng trong họ Bọ hung (Scarabaeidae).